# انتخابات الرئاسة الكولومبية 1886
انتخابات الرئاسة الكولومبية 1886 هي الانتخابات الرئاسية التي جرت في 1886، في كولومبيا، فاز بالانتخابات رافاييل نونيث.